# Michael Schenker Group
Il Michael Schenker Group (o M.S.G.) è un gruppo britannico fondato dal chitarrista Michael Schenker a Londra nel 1979. Il loro simbolo è una Flying V. Si tratta sostanzialmente del progetto solista di Michael Schenker il quale, nel corso degli anni, ha assunto diversi musicisti. 

## Storia

### Le origini
La band nacque nel 1979, in seguito alla fuoriuscita di Michael Schenker dagli UFO, nel tentativo di avere un progetto che si adattasse maggiormente alle sue esigenze.
Decise quindi di trasferirsi a Londra; poche settimane dopo il suo arrivo nella capitale britannica convocò Gary Barden, vocalist dei Fraser Nash il quale, insieme al bassista Billy Sheehan e al batterista Denny Carmassi fondarono il Michael Schenker Group.
Con questa prima formazione registrarono i loro primi demo e subito dopo firmarono con la Chrysalis Records, un'etichetta che aveva già lavorato con Michael durante il suo periodo negli UFO. Tra maggio e luglio 1980 con Simon Phillips alla batteria e Mo Foster al basso registrarono il loro album di debutto The Michael Schenker Group, pubblicato nel settembre dello stesso anno e che raggiunse l'ottavo posto nella classifica del Regno Unito.
Da esso sono stati estratti i singoli "Armed and Ready" e "Cry for the Nations", che si sono classificati rispettivamente al 53º e 56º posto nella classifica dei singoli inglesi.

### Il successo
L'anno successivo registrarono il loro secondo album MSG, che arrivò quattordicesimo nella classifica britannica. Durante il tour promozionale suonarono al Nippon Budokan di Tokyo, concerto che fu scelto per registrare il loro primo album dal vivo, chiamato One Night at Budokan, uscito nel 1982 e che ebbe grande successo nel Regno Unito, raggiungendo il quinto posto nella classifica settimanale e ottenendo un disco d'argento per aver superato le 60 000 copie vendute in quel paese.
Durante i primi mesi del 1982 Cozy Powell e il manager Peter Mensch suggerirono di sostituire Gary Barden con un cantante più completo, suggerendo David Coverdale, ma Michael era interessato a includere Graham Bonnet.
Questa divergenza di opinioni ha generato una forte discussione tra i membri della band, che ha significato l'uscita di Barden e successivamente le dimissioni di Mensch come rappresentante. A metà dello stesso anno Powell e Paul Raymond annunciarono di abbandonare il gruppo per motivi personali. Essi vennero sostituiti rispettivamente da Ted McKenna e Tommy Eyre.
Nel 1982 la band pubblicò il terzo album, Assault Attack, che è riuscito a raggiungere la posizione n°19 nella classifica inglese, mentre il suo singolo Dancer raggiunse la posizione 52 della UK Singles Chart.
Nell'ottobre 1983 pubblicarono Built to Destroy, il primo con il tastierista Andy Nye e che vedeva anche la partecipazione di Derek St. Holmes, conosciuto all'epoca come musicista di Ted Nugent. Per promuoverlo, tennero diversi concerti nel Regno Unito e in seguito andarono in tournée in altri paesi europei come band di apertura degli Iron Maiden. Il loro concerto d'addio si tenne il 18 dicembre 1983 al festival di Dortmund, dopodiché la band si sciolse, e il chitarrista, insieme a Robin McAuley fondò i The McAuley Schenker Group.

### Il presente
Dopo aver deciso di concludere il progetto McAuley Schenker Group, Michael decise di rifondare la band nel 1996 con Leif Sundin alla voce, Barry Sparks al basso e Shane Gaalaas alla batteria registrando Written in the Sand. Nel 1997 tennero un singolo concerto al Nakano Sun Plaza di Tokyo, dove registrarono l'album The Michael Schenker Story Live.  

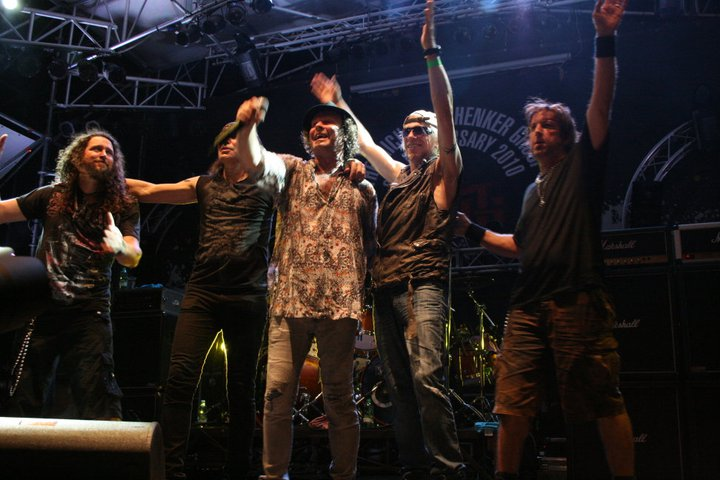
MSG dal vivo a Roma il 5 agosto 2011

A metà del 2001 Michael decise di rinnovare il gruppo, firmando un nuovo contratto con la Shrapnel Records. Nello stesso anno pubblicarono il loro settimo album in studio Be Aware of Scorpions.  Nel 2003 pubblicarono Arachnophobiac, che vedeva Stuart Hamm al basso. L'album è stato promosso da un lungo tour in diversi paesi europei e negli Stati Uniti tra il 2003 e il 2004. Nel 2005 e con l'aiuto di dozzine di musicisti, è stato registrato l'album di versioni Heavy Hitters, che originariamente doveva essere pubblicato come album solista di Michael, ma all'ultimo minuto è stato pubblicato come album MSG.
Nel 2021, Doogie White abbandona il gruppo per unirsi agli Alcatrazz; il gruppo decide quindi di tornare alla vecchia formula di un solo cantante: viene scelto Ronnie Romero, voce dei Rainbow.
Con questa formazione viene inciso l'album Immortal.

## Stile musicale
Lo stile musicale dei MSG può essere in parte accostato ad alcune band della scena rock affermatisi negli anni settanta, quali Magnum, Atomic Rooster ed Angel, oltre agli stessi UFO, dal quale Schenker proveniva.

## Formazioni

### Attuale
- Robin McAuley - voce (2023-presente)
- Michael Schenker - chitarra (1979-1985; 1995-2010; 2016-presente)
- Steve Mann - chitarra, tastiera (2016-presente)
- Barend Courbois - basso (2016-presente)
- Bodo Schopf - batteria (2016-presente)

### Ex componenti principali
- Gary Barden - voce (1979-1983)
- Billy Sheehan - basso (1979-1980)
- Denny Carmassi - batteria (1979-1980)
- Cozy Powell - batteria (1980-1985; morto nel 1998)
- Graham Bonnet - voce (1983-1985)
- Stuart Hamm - basso elettrico (2001-2005)
- Chris Logan - voce (2000-2007)
- Neil Murray - basso (2005-2010)
- Ronnie Romero - voce (2016-2023)

## Discografia

### Album in studio
- 1980 - The Michael Schenker Group
- 1981 - MSG
- 1982 - Assault Attack
- 1983 - Built to Destroy
- 1996 - Written in the Sand
- 1999 - The Unforgiven
- 2001 - Be Aware of Scorpions
- 2003 - Arachnophobiac
- 2006 - Tales of Rock'n'Roll
- 2009 - In the Midst of Beauty
- 2021 - Immortal
- 2022 - Universal

### Live
- 1981 - One Night at Budokan
- 1982 - Rock Will Never Die
- 1993 - BBC Radio One Live in Concert
- 1999 - The Unforgiven World Tour
- 2002 - Reactivate Live
- 2003 - Back To Attack Live
- 2004 - World Wide Live